# Arthur Allman
Arthur Allman  (24 tháng 12 năm 1890 – 22 tháng 12 năm 1956) là một cầu thủ bóng đá người Anh. Ông thường thi đấu ở vị trí hậu vệ. Ông sinh ra ở Milton, Staffordshire. Ông từng thi đấu cho Manchester United, Shrewsbury Town, Wolverhampton Wanderers (chưa thi đấu ở đội một), Swansea Town, Stoke (là khách mời trong Thế chiến thứ nhất), và Millwall Athletic.